# Meall Ghaordaidh
Der Meall Ghaordaidh (auch als Meall Ghaordie bezeichnet) ist ein 1039 Meter hoher Berg in Schottland. Sein gälischer Name bedeutet wahrscheinlich Hügel der Schulter oder Hügel des Arms. Er liegt nordwestlich von Killin auf der Grenze zwischen den Council Areas Perth and Kinross und Stirling in der ausgedehnten Berglandschaft zwischen Glen Lyon im Norden und Glen Lochay im Süden.

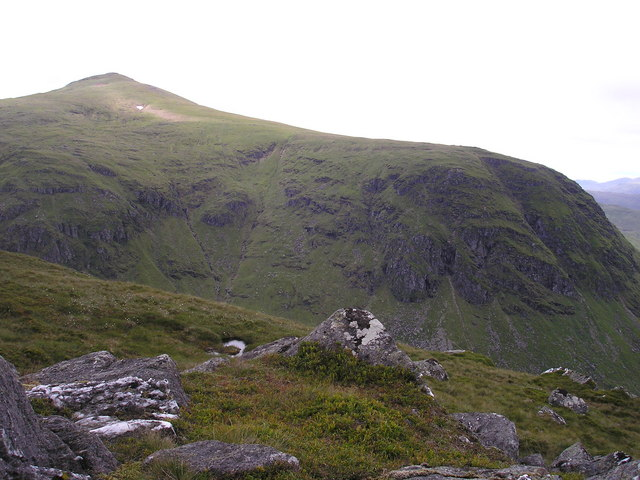
Blick vom Creag an Tulabhain zum Gipfel des Meall Ghaordaidh

Von Süden ist der Meall Ghaordaidh ein wenig auffallender, durch breite grasige Hänge geprägter Berg, der sich nicht sonderlich von seinen niedrigeren Nachbarn absetzt. Nach Norden läuft der Berg hingegen in zwei parallele Rücken aus, die in steilen, über Glen Lyon aufragenden Felswänden auslaufen. Direkt nördlich des Gipfels läuft einer der beiden Rücken im Creag Loaghain aus. Östlich davon ragt die Wand des Creag an Tulabhain auf, mit dem höchsten Punkt über einen erst nach Osten und dann nach Norden verlaufenden breiten Bergrücken verbunden. Zwischen beiden Felswänden öffnet sich das hufeisenförmige Tal des Allt Loaghain, eines in den River Lyon fließenden Bergbachs. Westlich liegt etwas zurückgesetzt mit dem Creagan an t-Sluic eine weitere Felswand in der Nordseite des Meall Ghaordaidh.   
Bestiegen wird der Meall Ghaordaidh in der Regel aus Richtung Süden. Hier führt der Aufstieg über die wenig markante, grasige Südostschulter des Bergs. Ausgangspunkt ist ein kleiner Parkplatz im Glen Lochay, kurz hinter der Ansiedlung Duncroisk an der Brücke über den Allt Dhuin Croisg. 